# Dingworthstraße (Hildesheim)
Die Dingworthstraße ist eine historische Straße in Hildesheim im Stadtteil Moritzberg.

## Herkunft des Namens und Geschichte

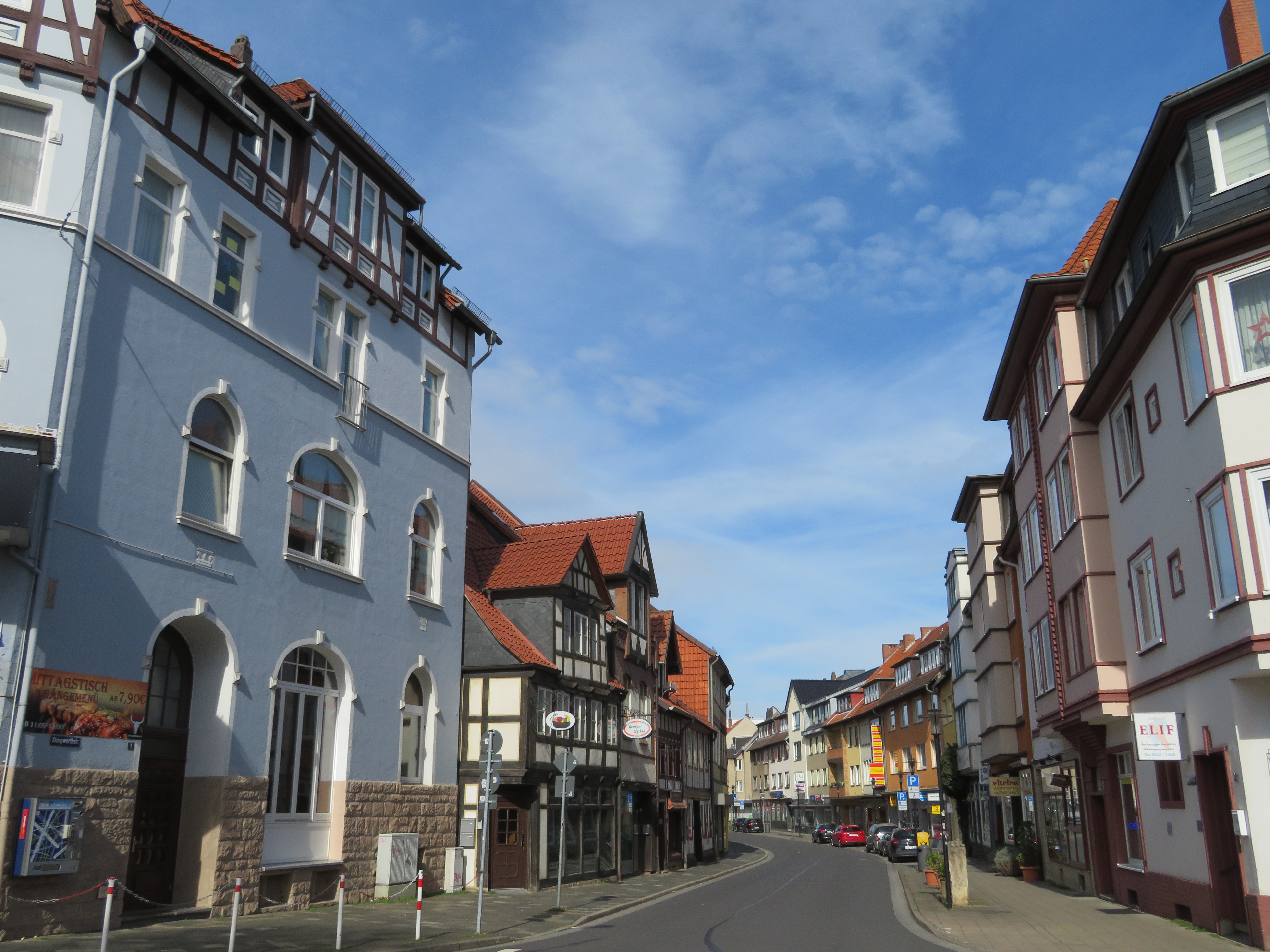
Blick in die Dingworthstraße von Süden

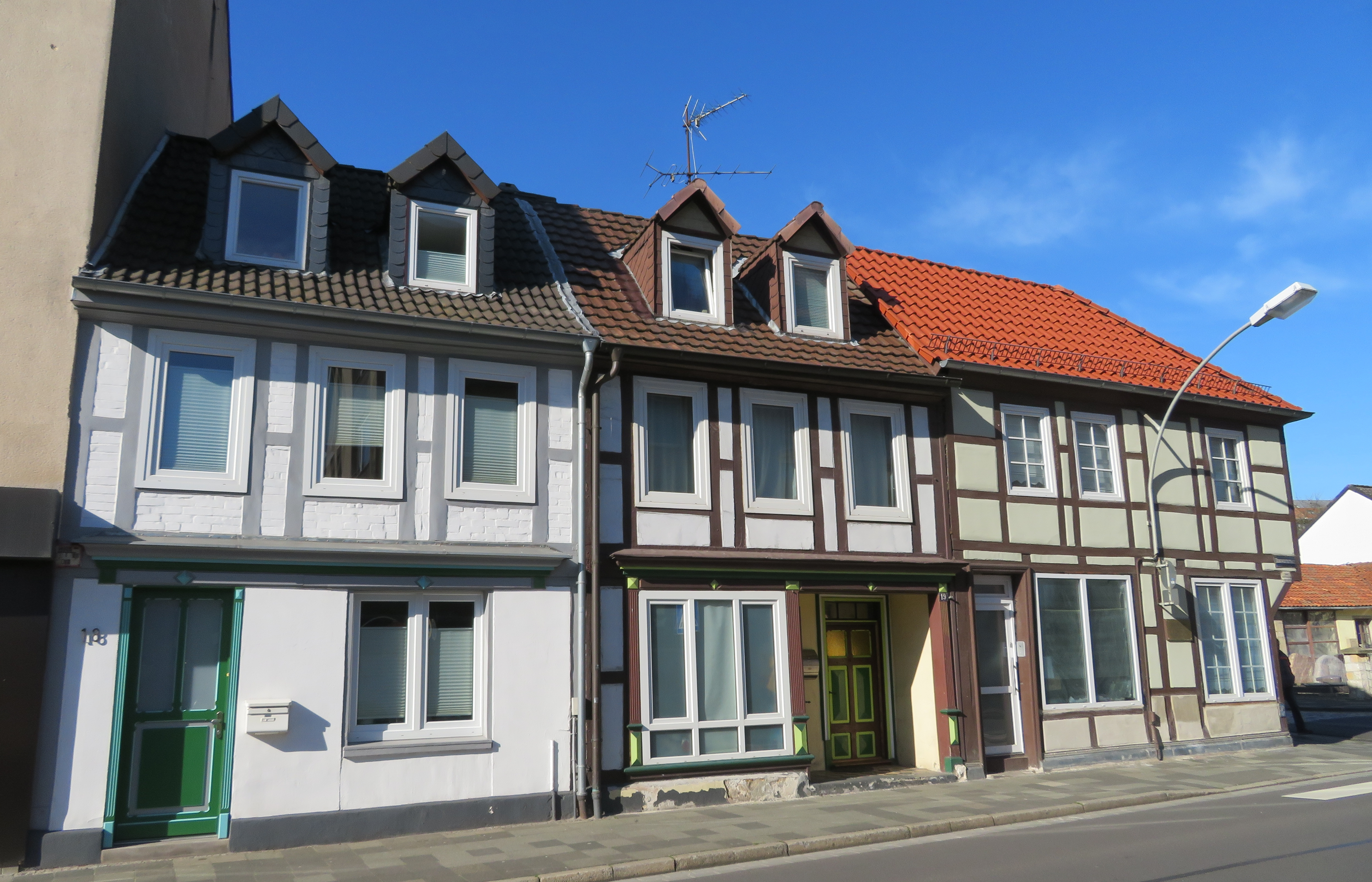
Hirtenhäuser und ehem. Schmiede

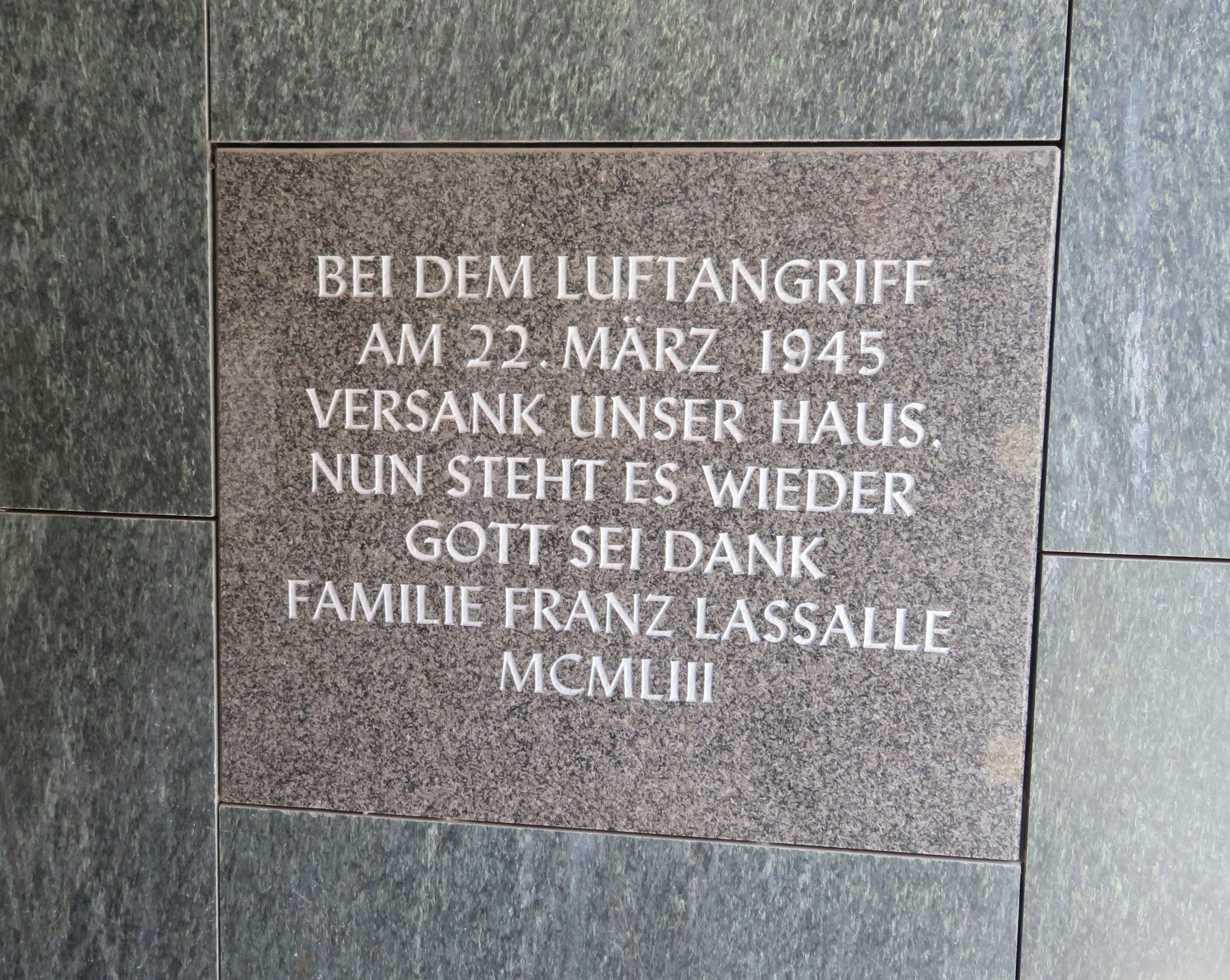
Gedenktafel außen an Haus Nr. 24

Das Dorf Moritzberg entstand im frühen Mittelalter unterhalb eines damals noch „Zierenberg“ genannten Höhenzuges, auf dem 1028 durch den Hildesheimer Bischof Godehard die Mauritiuskirche und das Moritzstift gegründet wurden. Der Vorsteher des Stiftes mit dem Titel „Propst“ war die höchste Autorität des Ortes. Er war befugt, am Ort Recht zu sprechen, und der Versammlungsplatz, an dem Beschlüsse gefasst und Urteile gefällt wurden, wurde „Thing“ oder „Ding“ genannt. Die Verhandlungen, die er leitete, nannte man „Propstding“, und sie fanden jährlich am Dienstag nach dem 24. Juni, dem Namensfest Johannes’ des Täufers statt. Als „Worth“ bezeichnete man einen höher gelegenen Platz, an dem man vor Überschwemmungen – z. B. durch den nahe gelegenen Kupferstrang – sicher war.
Die Dingworthstraße war bereits im frühen Mittelalter ein Teilabschnitt des Hellweges, einer vom Rheinland über Hildesheim zur Elbe führenden Handelsstraße, und wurde ursprünglich „Tiefe Straße“, „Untere Bergstraße“ oder „Untere Straße“ genannt. Diese Bezeichnung beruht auf dem Verlauf der Straße unterhalb des Hügels Krehla, der bereits 1151 als „Crehlo“ – was „Krähenwald“ bedeutet – urkundlich erwähnt wurde. Die Ding- oder Thingversammlungen fanden üblicherweise unter freiem Himmel außerhalb der Ortschaften statt, und der freie Platz am nördlichen Rand des Ortes direkt an der Hauptstraße bot sich als Versammlungsplatz geradezu an, da er leicht zu erreichen und vor Hochwasser geschützt war.
Im Mittelalter befand sich am nördlichen Ende der Dingworthstraße unmittelbar südlich der heutigen Einmündung der Brauhausstraße das 1452 erbaute Dingworthtor, eines von drei Toren der Befestigung des Dorfes Moritzberg, das von einem Wall mit Graben, nicht jedoch von einer Mauer umgeben war. Das Dingworthtor erhob sich an der Stelle, wo sich heute unweit südlich des Abzweiges der Brauhausstraße der Zebrastreifen befindet.  Der Ding- oder Thingplatz des Ortes lag unmittelbar vor dem Dingworthtor an der heutigen Ecke von Brauhaus- und Elzer Straße. Noch gegen Ende des 19. Jahrhunderts wurde das noch unbebaute Gelände am südlichen Ende der Elzer Straße „Vor dem Dingwortsthore“ (sic) genannt.
Moritzberg wurde 1652 zu einem Flecken ernannt und erhielt das Marktrecht. Es ist jedoch nicht bekannt, an welcher Stelle der Markt abgehalten wurde, denn ein spezieller Marktplatz wurde nicht angelegt. Möglicherweise diente die Dingworthstraße, schon damals die Hauptstraße des Moritzberges, als länglicher Straßenmarkt. An das Marktrecht des Fleckens Moritzberg erinnert noch heute der „Pflockflötchenmarkt“, der jedes Jahr am Pfingstmontag in der Bergstraße stattfindet und an der Ecke zur Dingworthstraße beginnt.
Um 1765 wurde die Dingworthstraße, damals noch „Untere Straße“ genannt, gepflastert.
Die Versammlungen des Things auf dem Platz am nördlichen Ende der Dingworthstraße wurden erst 1810 unter französischer Herrschaft abgeschafft. Das Dingworthtor wurde 1818 abgetragen. Auf einer Skizze von 1888, welche die Lage einer neu geplanten evangelischen Schule in der Brauhausstraße festlegte, wurde der Straßenname "Dingworthstraße" erstmals schriftlich fixiert, während sich vorher der Name "Untere Bergstraße" eingebürgert hatte. Im Jahre 1911 wurde der Marktflecken Moritzberg nach Hildesheim eingemeindet, und die Dingworthstraße blieb auch nach der Eingemeindung die wichtigste Einkaufs- und Hauptverkehrsstraße des Stadtteils.
Im Zweiten Weltkrieg wurden bei einem Luftangriff auf Hildesheim am 22. März 1945 die Häuser Dingworthstraße 22–33 zerstört und mehrere Häuser beschädigt. Der Wiederaufbau erfolgte in den 1950er und 1960er Jahren. Gegen Ende der 1960er bestanden von Seiten der Stadt Hildesheim zeitweise Pläne, die Dingworthstraße zu einer reinen Fußgängerzone umzugestalten, doch wurden sie wegen der zunehmend knappen Finanzlage der Stadt nicht realisiert.

## Lage und Größe
Die Dingworthstraße verläuft mit einer Länge von 170 m im alten Ortskern des Stadtteils Moritzberg von Norden nach Süden. Sie beginnt an der Kreuzung Bergsteinweg, König-, Berg- und Dingworthstraße, die seit Beginn des 20. Jahrhunderts im Stadtteil unter dem Namen „Güldener Löwe“ bekannt ist, da sich hier eine gleichnamige Gaststätte befand. Ihre nördliche Verlängerung ist die Elzer Straße, die mit einer Länge von 1350 m den Moritzberg mit der Bundesstraße 1 verbindet. Die Hausnummern in der Dingworthstraße reichen von Nr. 1 bis Nr. 38.

## Architektur
Bedingt durch die wechselvolle Geschichte der Straße findet man in der Dingworthstraße verschiedene Baustile aus unterschiedlichen Epochen. Die elf im Krieg zerstörten Häuser wurden im Stil der 1950er bzw. 1960er Jahre wieder aufgebaut. Eine außen an Haus Nr. 24 angebrachte Gedenktafel erinnert an die Zerstörung des Hauses am 22. März 1945 und an den Wiederaufbau 1953. Haus Nr. 1, das mehrstöckige Eckhaus zur Bergstraße wurde 1911 auf einem Sandsteinsockel erbaut und ist mit seinem repräsentativen, spitz auslaufenden und über vier Stockwerke reichenden Erker und einem Fachwerkgeschoss eines der markantesten Gebäude des gesamten Stadtteiles. Es beherbergte früher eine traditionsreiche Gaststätte, deren Name – „Güldener Löwe“ – noch heute für eine nahe gelegene Bushaltestelle und für die gesamte Kreuzung, an der es sich befindet, angewendet wird. Die Häuser Nr. 2 – 7 sind gut erhaltene Fachwerkhäuser aus dem 19. Jahrhundert. Neben mehreren Ziegelbauten vom Ende des 19. Jahrhunderts wie z. B. Haus Nr. 9 findet man in der Dingworthstraße kurz vor der Ecke zur Brauhausstraße drei weitere Fachwerkhäuser, von denen das Eckhaus die ehemalige Schmiede des Moritzberges ist, die 1850 errichtet und 2012 renoviert wurde. Daneben befinden sich das „Haus des Schweinehirten“ (Nr. 19) sowie das „Haus des Kuhhirten“ (Nr. 18). Beide als „Hirtenhäuser“ bekannte Gebäude wurden 1840 erbaut und beherbergten die von der Gemeinde Moritzberg angestellten Hirten.